# Гриценково (Сумский район)

Гриценково (укр. Гриценкове) — село,
Севериновский сельский совет,
Сумский район,
Сумская область,
Украина.
Код КОАТУУ — 5924786904. Население по переписи 2001 года составляло 75 человек.

## Географическое положение
Село Гриценково примыкает к селу Перекрестовка, на расстоянии в 1 км расположено село Загорское (Сумский городской совет). 
По селу протекает пересыхающий ручей с запрудой.
Рядом проходит автомобильная дорога Р-44.

## Достопримечательности
- Братская могила советских воинов.